# Різдвяний календар (фільм)
«Різдвяний календар» (фр. Le calendrier) — франко-бельгійський фільм жахів 2021 року, знятий режисером та сценаристом Патріком Рідремоном (фр. Patrick Ridremont). У головних ролях: Южені Деруан (фр. Eugénie Derouand), Онорін Маньє (фр. Honorine Magnier), Клеман Олівері (фр. Clément Olivieri).
Колишня танцівниця Єва не може ходити й прикута до інвалідного візка. Якось її подруга Софі дарує Єві старовинний дерев'яний різдвяний календар. Єва розуміє, що кожне віконце так званого адвент-календаря містить сюрприз — виконання бажання. Але кожне бажання має свою ціну та викликає наслідки в реальному житті — і більшість із них недобрі. До того ж, Єві тепер доведеться вибирати: позбутися календаря чи знову ходити — навіть якщо це спричинить смерті навколо дівчини.

## У ролях
| Актор          | Роль   |
| -------------- | ------ |
| Южені Деруан   | Єва    |
| Онорін Маньє   | Софі   |
| Клеман Олівері | Вільям |

### В інших ролях
| Актор                 | Роль         |
| --------------------- | ------------ |
| Жаніс Абрік           | Антуан       |
| Сиріл Гарньє          | Борис        |
| Владімір Перрен       | Тома         |
| Фаб'єн Жеґуде         | лялька       |
| Жером Пакватт         | Джон         |
| Лаура Пресгурвік      | Міріам       |
| Ізабель Танакіль      | Агнес        |
| Жан-Франсуа Гарро     | батько Єви   |
| Олів'є Бонжур         | Алоїз Гофман |
| Сабріна Лопес Леонард |              |